# Teucrium teinense
Teucrium teinense là một loài thực vật có hoa trong họ Hoa môi. Loài này được Kudô miêu tả khoa học đầu tiên năm 1921.